# Jagenetta
La Jagenetta (in russo Ягенетта?) è un fiume della Russia siberiana occidentale, affluente di sinistra del Pur. Scorre nel Purovskij rajon del Circondario autonomo Jamalo-Nenec.
Nasce dai modesti rilievi delle alture Satty, circa 85 km a sud-ovest della città di Novyj Urengoj, scorrendo successivamente con direzione orientale in un territorio piatto, coperto dalla taiga, spesso paludoso e disseminato di laghi. Ha una lunghezza di 233 km, il bacino è di 8 350 km²; sfocia nel Pur 332 chilometri a monte della foce di quest'ultimo nel mare di Kara, una cinquantina di chilometri a nord di Tarko-Sale.
I maggiori affluenti sono i fiumi Tydyotta (lungo 104 km) e Komsjatta (132 km), provenienti entrambi dalla destra idrografica; il maggiore dei molti laghi del bacino è invece il lago Nogojachanto.
La Jagenetta è gelata, mediamente, per un periodo che va dalla seconda metà di ottobre alla fine di maggio o ai primi di giugno; lo strato di ghiaccio raggiunge il massimo spessore a fine inverno e può arrivare a 85-90 centimetri. Il regime idrografico vede (analogamente a quasi tutti i fiumi dei bacini artici siberiani) forti magre invernali (con minimi assoluti a marzo e ad aprile) e altrettanto marcate piene estive (giugno/luglio), nelle quali viene evacuata circa la metà della portata annua.